# Girgaon, Chikodi
Girgaon là một làng thuộc tehsil Chikodi, huyện Belgaum, bang Karnataka, Ấn Độ.